# 주말 뉴스 매거진
주말 뉴스 매거진은 KBS 1라디오에서 주말 저녁 6시 5분부터 밤 8시까지 방송됐던 주말 시사프로그램이다.
2014년 4월 12일부터 기존의 《생방송 토/일요일 저녁입니다》에서 명칭이 변경되었으며, 2016년 5월 14일부터 "생방송 주말 저녁입니다"로 명칭이 변경되었다.

## 역대 진행자
- 2014년 4월 12일 ~ 2015년 6월 14일 : 김진원
- 2015년 6월 20일 ~ 2015년 10월 25일 : 김승휘 아나운서
- 2015년 10월 31일 ~ 2016년 5월 8일 : 태의경 아나운서

## 같이 보기
- KBS
- KBS 제1라디오

| KBS 1라디오 주말 프로그램 |                  |                                                   |
| 이전                      | 주말 뉴스 매거진 | 다음                                              |
| 함께하는 세상             | 주말 뉴스 매거진 | 손미나의 여행노트 (토요일) 통일로 가는길 (일요일) |
|                           |                  |                                                   |
|                           |                  |                                                   |

| KBS대구 1라디오 주말 프로그램 |                  |                                                   |
| 이전                          | 주말 뉴스 매거진 | 다음                                              |
| 함께하는 세상                 | 주말 뉴스 매거진 | 손미나의 여행노트 (토요일) 통일로 가는길 (일요일) |
|                               |                  |                                                   |
|                               |                  |                                                   |